# Satsvarupa dasa Goswami
Satsvarupa dasa Goswami (* 6. prosince 1939, Staten Island, New York, New York, USA) (satsvarūpa dāsa gosvāmī: सत्स्वरूप दास गोस्वामी}) je americký žák A. C. Bhaktivédánty Svámího Prabhupády, zakladatele Mezinárodní společnosti pro vědomí Kršny (angl. zkratka ISKCON; známější pod názvem Haré Krišna).
Narodil se v New Yorku jako Stephen Guarino a v roce 1966 vstoupil do ISKCONu. Napsal mnoho knih o svém guru.